# 루커스 크루이크섕크
루커스 크루이크섕크(Lucas Cruikshank, 1993년 8월 29일 ~ )는 미국의 배우이다. 유튜브에서 《프레드 시리즈》의 프레드 피글혼으로 잘 알려져 있다.

## 출연 작품
- 마빈 마빈 (2012)
- 캠프 프레드 (2012)
- 프레드 2: 나이트 오브 더 리빙 프레드 (2011)
- 프레드: 더 무비 (2010)